# Puerto Aguirre (Bolivia)
Puerto Aguirre es una infraestructura portuaria en la localidad de Puerto Quijarro en la Provincia Germán Busch del departamento de Santa Cruz, en el extremo este de Bolivia.
Dentro de sus instalaciones se encuentra la Zona Franca Puerto Aguirre, el puerto más importantes del país, por el cual se exporta soya y petróleo, las materias primas más exportadas por Bolivia, además de comunicar al país con el mundo a través de la Hidrovía Paraguay-Paraná - Río de la Plata.
Es el primer puerto boliviano con salida soberana al mar a través de la hidrovía Paraguay Paraná y permite que las exportaciones e importaciones bolivianas se realicen competitivamente desde y hasta los mercados mundiales. Fue fundado por el empresario cochabambino Joaquín Aguirre Lavayén. 
Zona Franca Puerto Aguirre fue instrumento vital para convertir a Bolivia, en 15 años, en el séptimo mayor productor de soya en el mundo, impulsando la implementación del proyecto “Tierras Bajas del Este” del Banco Mundial.
El puerto está asentado sobre 206 hectáreas, sobre el canal Tamengo (Hidrovía Paraguay Paraná) en la frontera de Bolivia con el Brasil.